# Waseem Akhtar
Waseem Akhtar (en ourdou : وسیم اختر), né le 25 novembre 1955 à Karachi, est un homme politique pakistanais. Membre du Mouvement national uni (MQM), il est maire de Karachi de 2016 à 2020.
Ingénieur en télécommunication, il s'engage en politique en 1987. Il devient député provincial pour la première fois en 1993 et député de l'Assemblée nationale en 2008. Il a été emprisonné plusieurs fois pour son rôle allégué dans la criminalité à Karachi.

## Jeunesse et éducation
Waseem Akhtar né le 25 novembre 1955 à Karachi d'une famille muhadjire. Son père Akhtar Mohammad Khan a pris sa retraite de superintendant de la police en 1965. Ingénieur en télécommunication, Waseem a notamment travaillé pour AT&T en Arabie saoudite en 1976. 
Sa femme, Naila Wajid Khan, a été une fonctionnaire provinciale et agente fiscale.  

## Carrière politique

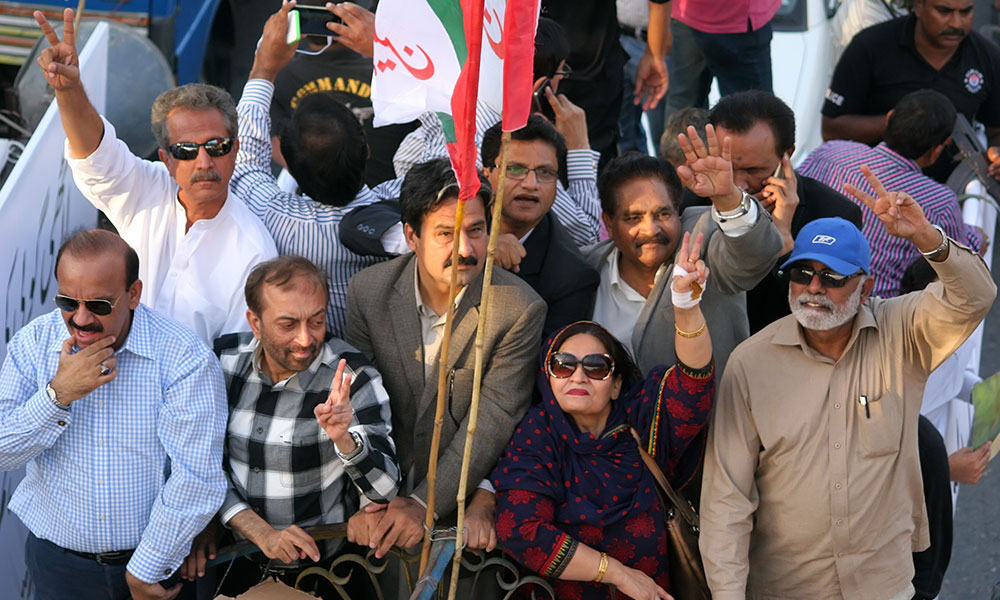
Waseem Akhtar en haut à gauche, accompagné de membres du MQM, en 2015.

### Débuts
En 1987, Waseem Akhtar rejoint le Mouvement national uni (MQM), un parti libéral et laïque dirigé par Altaf Hussain qui devient la force locale dominante à Karachi. Il reste fidèle au parti durant les crises politiques des années 1990, quand le Parti du peuple pakistanais et le MQM rompent leur alliance. Accusé d'être impliqué dans les violences communautaires et mafieuses qui frappent la ville, il est notamment en première ligne lors de l'opération Clean-up qui dure de 1992 à 1994 et est emprisonné.  

### Député
Il est élu député provincial lors des élections de 1993, alors que son parti boycotte le scrutin au niveau national.
Lors des élections de 2018, il est élu député de l'Assemblée nationale dans la treizième circonscription de Karachi, avec 83 537 voix soit près de 64 % des suffrages. Il reste en poste jusqu'en 2013 et ne se représente pas lors du scrutin suivant.

### Maire de Karachi

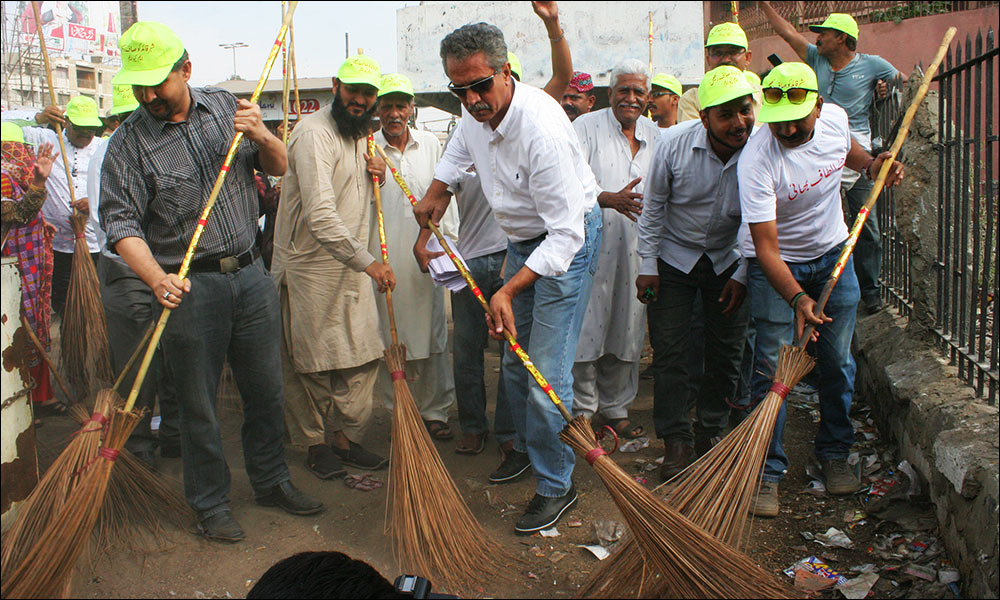
Waseem Akhtar lors de la campagne municipale.

Le 24 août 2016, il est élu maire de la plus grande ville du pays, Karachi, à la majorité des deux tiers des voix des représentants municipaux. Il est pourtant en prison depuis le 19 juillet précédent pour son rôle allégué dans la répression des émeutes du 12 mai 2007 dans la ville, alors qu'il était ministre de l'Intérieur de la province du Sind, dans le contexte du mouvement des avocats. Il est également accusé d'avoir aidé à diffuser un « discours de haine » du chef de son parti Altaf Hussain envers l'armée pakistanaise. Il prête cependant serment le 30 août pour un mandat de quatre ans.
Le 16 novembre suivant, il est libéré sous caution dans toutes les affaires dans lesquelles il est impliqué. Il se rapproche alors de Farooq Sattar qui a mené une scission dans le MQM en prenant la direction du parti, dans le but d'expulser Altaf Hussain.